# Coronanthereae
Coronanthereae Fritsch, 1893 è una tribù di piante angiosperme appartenenti alla famiglia Gesneriaceae (ordine delle Lamiales).

## Etimologia
Il nome della tribù deriva dal nome del suo genere tipo (Coronanthera C.B. Clarke, 1883 la cui etimologia a sua volta deriva da due parole greche: "korone" (= corona, ghirlanda) e "anthera" (= antera) e fa riferimento alle antere chi si fondono (antere coerenti) per formare una figura simile ad una corona o una croce.
Il nome scientifico è stato definito per la prima volta dal botanico austriaco Karl Fritsch (1864 - 1934) nella pubblicazione "Naturlichen Pflanzenfamilien - IV, 3b: 143. (in Engl. & Prantl)" del 1893.

## Descrizione

### Portamento

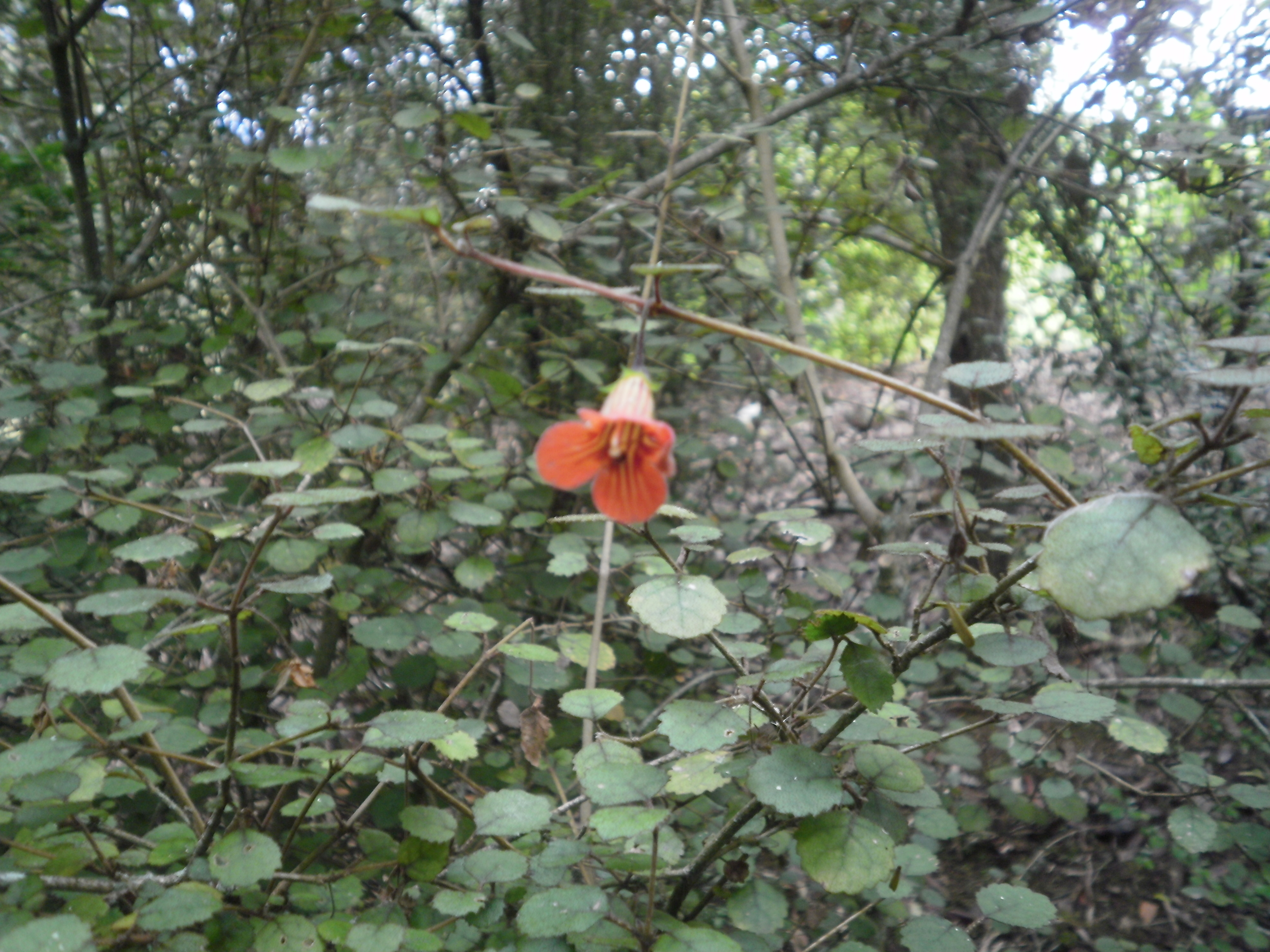
Habitus
Rhabdothamnus solandri

Le specie di questa tribù hanno un portamento subarbustivo, arbustivo o arboreo (alberi alti fino a 15 metri) con piantine a cotiledoni uguali. Alcune specie sono epifite. Inoltre in alcune specie i nodi più bassi sono radicanti.

### Foglie
Le foglie lungo il caule sono disposte in modo opposto, talvolta sono verticillate. Possono essere sia isofille che anisofille.

### Infiorescenze

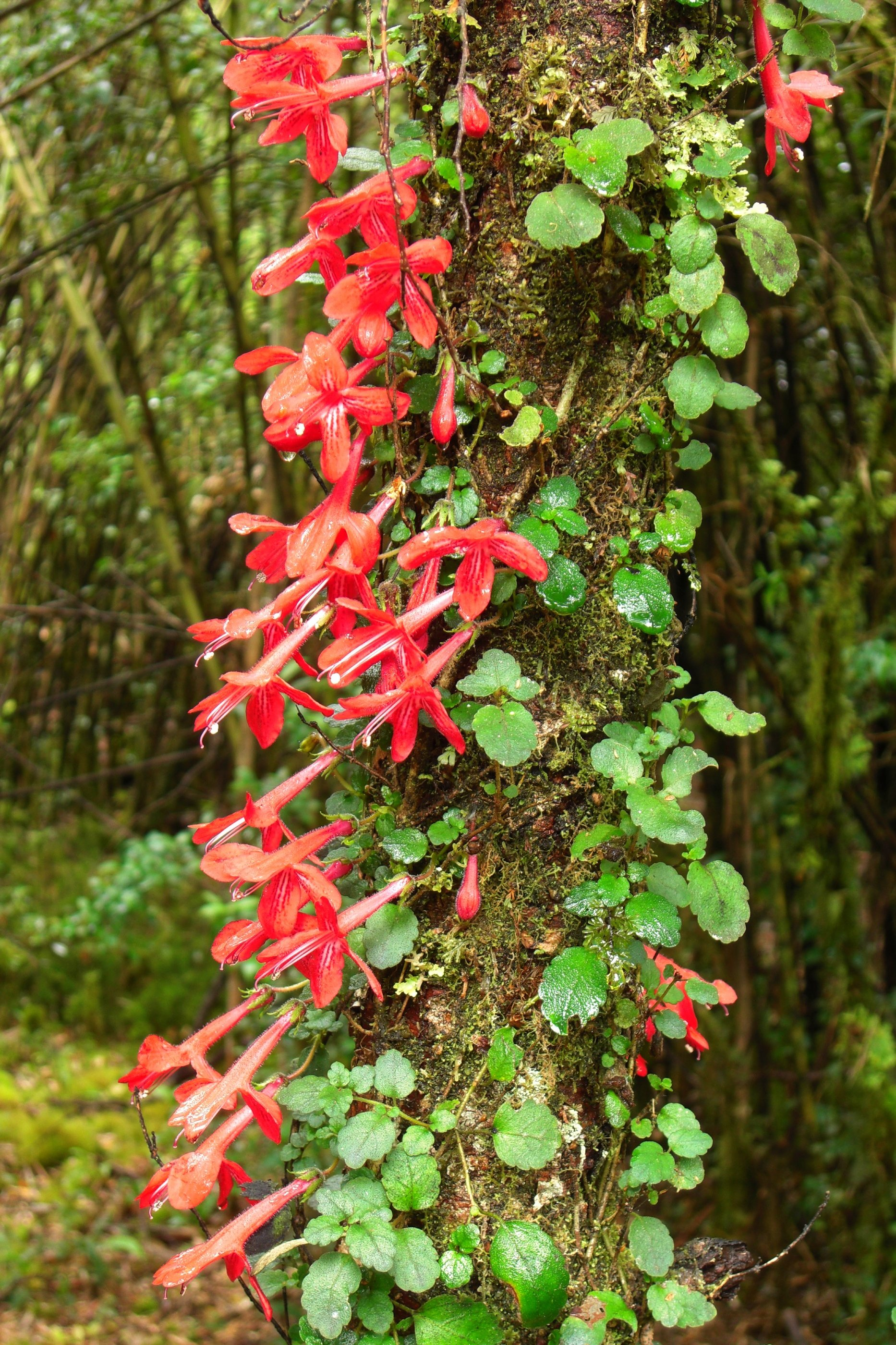
Infiorescenza
Asteranthera ovata

Le infiorescenze sono cimose e formate da coppie di fiori sporgenti dalle ascelle delle foglie. Qualche volta i fiori sono singoli. Sono presenti anche delle brattee (o bratteole) con forme più o meno lanceolate.

### Fiori

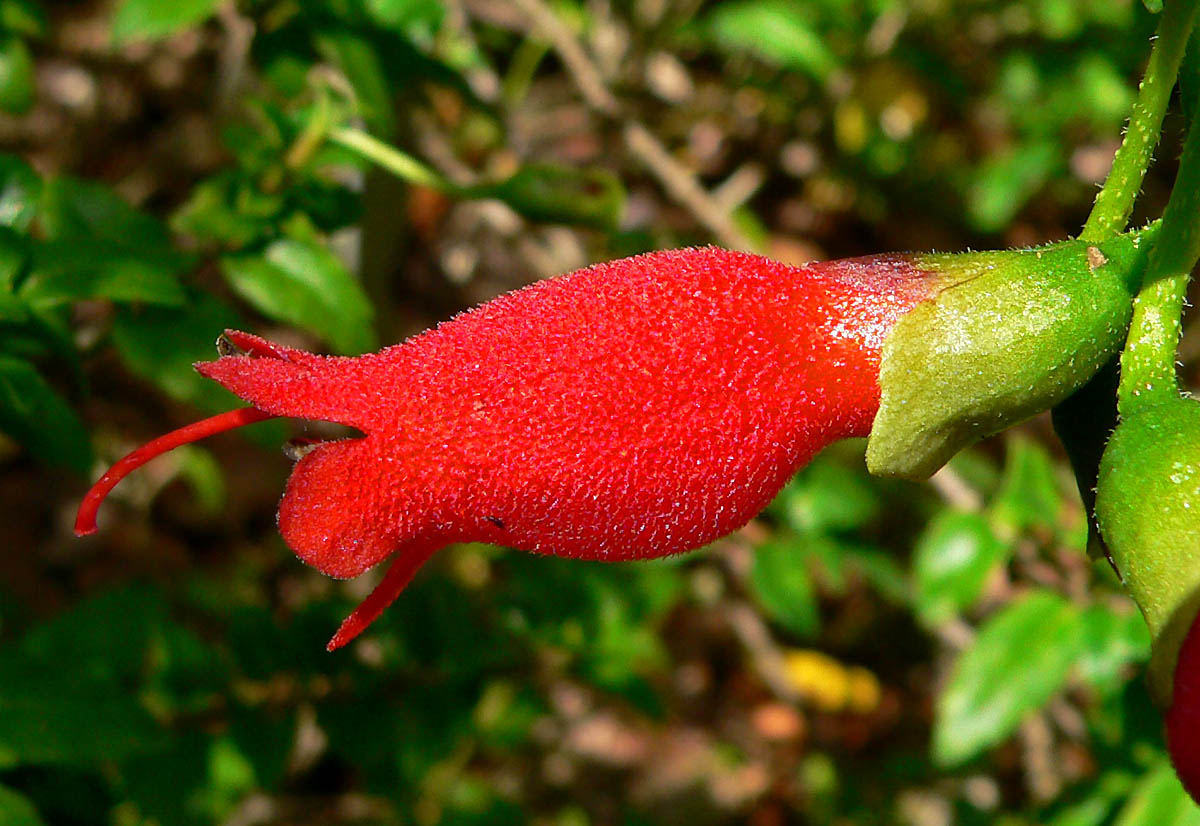
Il fiore
Mitraria coccinea

I fiori sono ermafroditi, zigomorfi e tetraciclici (ossia formati da 4 verticilli: calice– corolla – androceo – gineceo) e più o meno pentameri (ogni verticillo ha 5 elementi).
- Formula fiorale:

* K (5), [C (2 + 3), A (2 + 2 + 1)], G (2), supero/infero, capsula/bacca.
- Il calice, gamosepalo (i sepali sono connati alla base), è composto da 5 denti.

- La corolla, gamopetala, è composta da 5 petali connati con forme urceolate o tubulari. L'apice può essere bilabiato.

- L'androceo è formato da 4 stami didinami (o di uguale lunghezza) e adnati alla base della corolla. Raramente sono presenti 5 stami o 2 stami (in questo caso si tratta del paio adassiale). Se gli stami sono 5, allora sono presenti degli staminoidi. Le antere in genere sono coerenti. Il nettario, se presente, è incorporato nella parte basale dell'ovario (nettario adnato all'ovario[8]). In genere gli stami sono inclusi nella corolla (non sporgenti).

- Il gineceo ha un ovario supero, bicarpellare e uniloculare (raramente è biloculare) con forme ovoidi. La placenta è di tipo triangolare con sezioni incrociate o assile. Lo stilo è unico con stigma bifido.

### Frutti

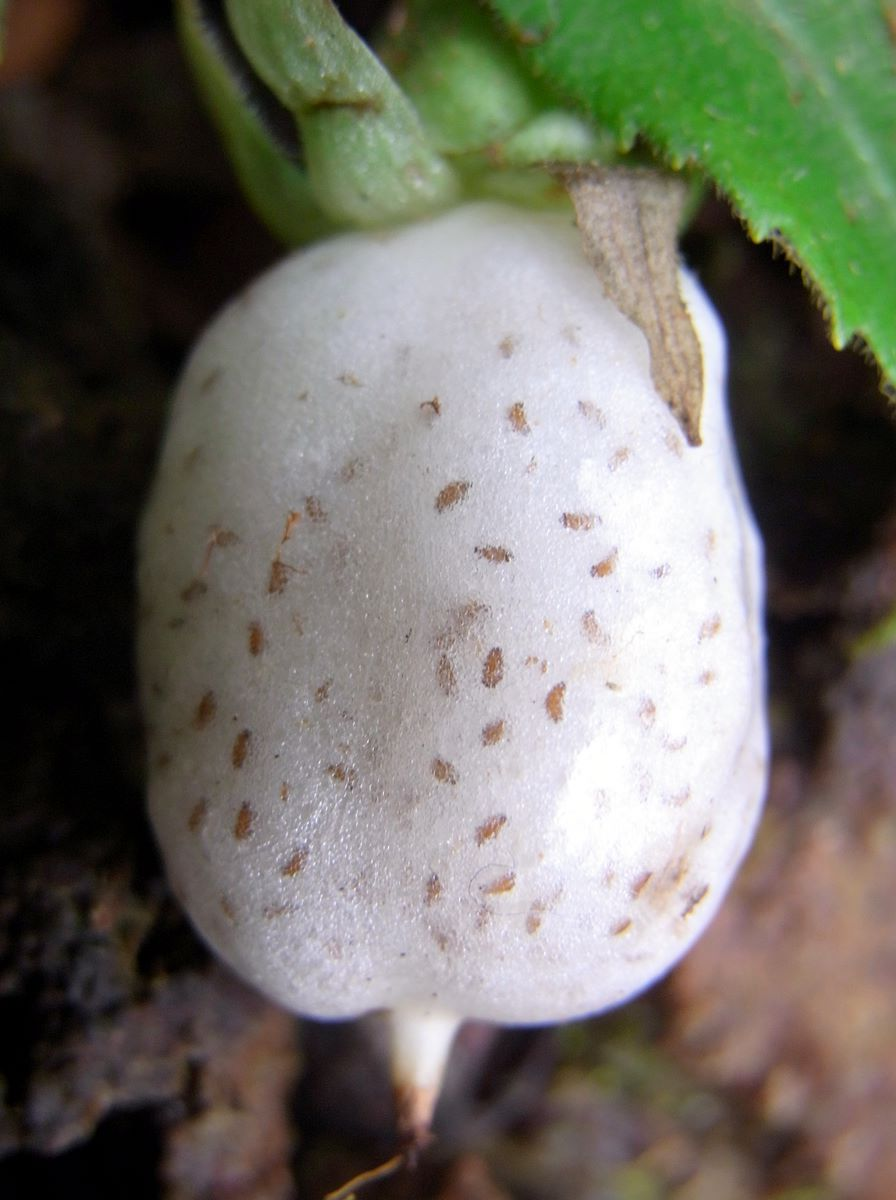
Frutto
Fieldia australis

I frutti sono delle capsule/bacche secche o carnose con deiscenza varia (loculicida, setticida). I semi sono numerosi.

## Biologia
Le specie di questo raggruppamento si riproducono per limpollinazione tramite insetti (impollinazione entomogama).
La dispersione dei semi avviene inizialmente a causa del vento (dispersione anemocora); una volta caduti a terra sono dispersi soprattutto da insetti tipo formiche (mirmecoria).

## Distribuzione e habitat
Le specie di questa tribù sono distribuite soprattutto nell'emisfero meridionale con habitat tropicali o subtropicali.

## Tassonomia
La famiglia Gesneriaceae comprende 152 generi con circa 3500 specie, distribuite soprattutto nell'area tropicale e subtropicale tra il Vecchio e Nuovo Mondo La famiglia è suddivisa in tre sottofamiglie. La tribù Coronanthereae appartiene alla sottofamiglia Gesnerioideae.

### Filogenesi
Classificazioni precedenti hanno descritto i generi di questa tribù all'interno della sottofamiglia Coronantheroideae Wiehler, 1983 con la sola tribù Coronanthereae (Hans Wiehler 1983), ma studi filogenetici successivi hanno dimostrato che i generi di questa tribù non sono collegati ai gruppi delle Gesnerioideae del Vecchio Mondo anche se diverse specie appartengono a questo areale.
La diversificazione di questo gruppo dalle Gloxiniinae (il raggruppamento più vicino da un punto di vista evolutivo) si è verificata più o meno 21 milioni di anni fa iniziando con un antenato presente nei tropici del Nuovo Mondo. Durante questo periodo sembra che si siano verificati due eventi separati di dispersione uno attraverso il Pacifico del Sud e l'altro verso l'Australia. 
Dalle analisi filogenetiche sono stati individuati tre cladi distinti all'interno di questo gruppo:
- clade 1: comprende i generi sudamericani con frutti carnosi compreso l'australiano Fieldia;
- clade 2: è composto dai tre generi con portamento arboreo: Negria, Depanthus, e Lenbrassia;
- clade 3: comprende i generi Coronanthera e Rhabdothamnus.

Molte specie di questo gruppo sono epifite. Mitraria coccinea Cav. e Asteranthera ovata (Cav.) Hanst. si trovano con portamento rampicante sugli alberi ma con le radici principali a terra e sono definite come epifite secondarie (o emiepifite = metà epifite), mentre la specie Sarmienta repens Ruiz & Pav. si trova spesso su alberi morti e quindi può essere classificata come oloepifita (o completamente epifita). Tuttavia dai dati filogenetici sembra che l'abitudine arborea meccanicamente indipendente sia la condizione ancestrale nelle Coronanthereae e che in seguito sia subentrata l'abitudine rampicante (o emiepifita) e solamente dopo sia subentrata quella oloepifita.
Le specie di questa tribù sono caratterizzate dall'avere un alto numero di cromosomi e quindi una forte variabilità a causa della poliploidia.

### Generi
La tribù è formata da 10 generi con 21 specie:
| Genere                               | Nr. specie                                                   | Distribuzione                    | Caratteri principali |
| ------------------------------------ | ------------------------------------------------------------ | -------------------------------- | --- |
| Asteranthera Hanst., 1854            | Una specie: Asteranthera ovata Hanst.                        | Cile e Argentina                 | Il portamento è arbustivo epifita rampicante o terrestre; le foglie hanno delle forme ellittiche con consistenza membranoso-coriacea; i fiori sono solitari (raramente sono due) alle ascelle delle foglie con peduncoli corti; sono presenti delle bratteole con forme lanceolate; i sepali del calice sono quasi liberi con forme strettamente triangolari e bordi dentati; la corolla, rossa con linee bianche sul tubo e lobi screziati, ha una forma tubolare leggermente ristretta sopra la base e allargata verso l'apice che è fortemente bilabiato (il labbro superiore ha la forma di un casco proiettato in avanti, quello inferiore è patente o leggermente riflesso); gli stami sono inseriti sopra la base della corolla e raccolti sotto il cappuccio del labbro superiore; le antere sono coerenti trasversalmente; il nettario forma uno spesso anello dorsale; l'ovario ha una forma oblungo-ovoide e biloculare; lo stilo è lungo e snello con un piccolo stigma; i frutti sono delle bacche carnose. |
| *Bopopia Munzinger & J.R.Morel. 2021 | 1 sp.                                                        | Nuova Caledonia                  | |
| Coronanthera C.B. Clarke, 1883       | 11 specie                                                    | Nuova Caledonia e Isole Salomone | Il portamento è arbustivo-legnoso o arboreo (15 metri); le foglie hanno forme ellittico-ovate e sono isofille (talvolta anisofille); le infiorescenze sono composte da pochi fiori peduncolati; i sepali del calice sono connati alla base; la corolla di media grandezza, colorata di giallo-verde ha forme urceolate o tubulari alla base, mentre è bilabiata all'apice con piccoli lobi arrotondati; gli stami sono inseriti alla base della corolla; le antere sono divaricate e coerenti (tutte o a coppie); il nettario è presente o ridotto; i frutti sono delle capsule secche a forma ovoide con apici acuti. |
| Depanthus S. Moore, 1921             | 2 specie                                                     | Nuova Caledonia                  | Il portamento è costituito da alberi alti 10 metri e più; le foglie spesso sono anisofille; le infiorescenze sono cimose e peduncolate formate da pochi fiori; i sepali del calice sono connati alla base ed hanno forme triangolari, sono inoltre persistenti; la corolla è corta con forme da ampiamente campanulate a urceolate, le labbra sono regolari con piccoli lobi ricurvi; gli stami sono 5 inclusi, con filamenti uguali inseriti vicino alla base della corolla e sono tomentosi nelle parti basse; le antere sono libere con loculi non confluenti nella parte apicale; l'ovario è uniloculare con stigma bilobato; i frutti sono delle capsule con forme ovoidi con deiscenza setticida. |
| Fieldia Cunn., 1825                  | Una specie: Fieldia australis Cunn.                          | Australia (sud-est)              | Il portamento è epifita; gli steli e i rami sono legnosi ma snelli; le foglie sono anisofille, brevemente picciolate con forme da ovate a ovato-lanceolate e con bordi grossolanamente seghettati; i fiori, lungamente peduncolati, sono solitari all'ascella delle foglie; i sepali del calice sono liberi con forme lineari-lanceolate; il colore della corolla è giallo pallido verdastro, il tubo è cilindrico, la parte apicale è attinomorfa con lobi arrotondati e patenti; gli stami sono inseriti nel fondo della corolla e sono lunghi più o meno uguali; le antere sono piccole e libere; i frutti sono delle bacche spugnose, subcarnose con forme ovoidi. |
| Lenbrassia G.W. Gillett, 1974        | Una specie: Lenbrassia australiana (C.T. White) G.W. Gillett | Australia (nord-est)             | Il portamento consiste in piccoli alberi ramosi alti fino a 13 metri; le foglie sono leggermente anisofille con forme oblanceolate con superficie scabra e pubescente; le infiorescenze sono cimose formate da uno a tre fiori con corti peduncoli; i sepali del calice sono connati nella metà inferiore, hanno forme triangolari, sono scabri e persistenti; la corolla, colorata di arancio, ha il tubo a forma cilindrica e la parte apicale leggermente bilabiata con lobi arrotondati e patenti; gli stami sono inseriti sopra la base della corolla, ritorti e incurvati; le antere con forme subglobose sono coerenti nella parte apicale; il nettario è un anello rigonfio; i frutti sono delle bacche carnose pubescenti con superficie lucente colorata di verde chiaro. |
| Mitraria Cav., 1801                  | Una specie: Mitraria coccinea Cav.                           | Cile e Argentina                 | Il portamento è arbustivo epifita; gli steli e i rami sono debolmente legnosi e con sezioni tetragone; le foglie sono piccole disposte in modo opposto o alternato con forme ovato-acute e con bordi grossolanamente crenato-seghettati; i fiori sono solitari, ascellari e penduli con lunghi peduncoli; sono presenti delle bratteole con forme largamente ovate, connate da un lato e abbraccianti il calice; i sepali del calice sono liberi, quello superiore è più grande; la corolla, colorata di scarlatto brillante, ha la forma di un tubo incurvato, ristretto alla base e rigonfio all'apice con la bocca leggermente contratta e appena bilabiata (i lobi sono subuguali, ottusi e patenti); gli stami sporgono appena; le antere sono libere; il netteario è una larga cupola; l'ovario è provvisto di un lungo, sottile e sporgente stilo con uno stigma appena visibile; i frutti sono delle bacche carnose.                                                                                             |
| Negria F. Muell., 1871               | Una specie: Negria rhabdothamnoides F. Muell.                | Pacifico (sud-ovest)             | Il portamento consiste in piccoli alberi alti fino a 9 metri dal legno chiaro e fragile; le foglie, in verticilli di 3 o 4, sono raggruppate verso l'apice dei rami, con forme ovate o ellittiche e superfici mollemente pubescenti; le infiorescenze normalmente sono cimose con tre fiori; i sepali del calice sono connati nella parte basale e formano un ampio tubo a cupola con stretti lobi; la corolla, colorata di giallo e punteggiata di arancio-rosso nella gola, ha la forma di un ampio tubo, leggermente incurvato, con petali obliqui, bilabiati e lobi riflessi; gli stami, tutti uguali, sono inseriti a metà del tubo della corolla; le corolle, ampiamente ovoidi, sono libere e sporgenti; il nettario è un ampio anello; i frutti sono delle capsule ovoidi con becco, deiscenti per 4 valve. |
| Rhabdathamnus Cunn., 1838            | Una specie: Rhabdathamnus solandri Cunn.                     | Nuova Zelanda                    | Il portamento è arbustivo densamente ramificato (altezza massima 2 metri); le foglie sono piccole con forme da ovate a suborbicolari con bordi grossolanamente dentato-seghettati e con superfici grigio-verdi densamente pelose; i fiori sono solitari all'ascella delle foglie; i sepali del calice sono uguali con forme ovate o triangolari-acuminate e sono inoltre persistenti; la corolla, colorata di rosso mattone o arancio con venature rosse, ha una forma subcampanulata, con apice leggermente bilabiato e lobi cigliati patenti; gli stami, inseriti nel tubo della corolla, sono lunghi, snelli e incurvati nella parte apicale; le antere sono coerenti trasversalmente; il nettario ha una forma anulare ed è poco appariscente; l'ovario ha una forma ovoide con uno stilo allungato e curvo e uno stigma appena bilobato; i frutti sono delle capsule a forma ovoide deiscenti per 4 valve. |
| Sarmienta Ruiz & Pav., 1794          | Una specie: Sarmienta scandens (J.D. Brandis) Pers.          | Cile e isola di Chiloé           | Il portamento è epifita, suffruticoso e rampicante; i rami sono snelli e flessuosi; i nodi basali sono radicanti; le foglie sono piccole e disposte in modo opposto, sono subsessili con forme da ovate a suborbicolari, con bordi interi o appena crenati e consistenza piuttosto carnosa e superficie glabra; i fiori sono solitari, ascellari e penduli con lunghi peduncoli; sono presenti delle piccole bratteole; i sepali del calice sono liberi con forme da lineari a lanceolate; le corolle, colorate di scarlatto, hanno dei tubi allungati, fortemente ristretti alla base e gonfi nel mezzo con lobi patenti; gli stami fertili sono 2 (un altro è posteriore) e sono inseriti alla base della corolla; le antere sono libere; il nettario ha la forma di un anello; i frutti sono delle bacche carnose. |

### Chiavi analitiche
Per meglio comprendere ed individuare i vari generi della tribù l'elenco seguente utilizza il sistema delle chiavi analitiche dicotomiche (vengono cioè indicate solamente quelle caratteristiche utili a distingue un genere dall'altro).
- Gruppo 1A: l'areale di queste piante è l'Australia e il sud est del Pacifico (tribù Coronanthereae s.s.);

- Gruppo 2A: il frutto è una capsula;

- Gruppo 3A: la corolla è attinomorfa; gli stami sono 5; la deiscenza delle capsule è setticida per 2 valve;

- Depanthus.

- Gruppo 3B: la corolla è zigomorfa; gli stami sono 4; la deiscenza delle capsule è sia setticida che loculicida per 4 valve;

- Gruppo 4A: le infiorescenze sono sessili con 1-2 fiori all'ascella delle foglie;

- Rhabdathamnus.

- Gruppo 4B: le infiorescenze sono peduncolate;

- Negria: il portamento è arboreo con foglie verticillate; la corolla è grande e gialla; le antere sono libere.
- Coronanthera: il portamento è sia arbustivo che arboreo con foglie decussate e simili alla pelle; la corolla è piccola; le antere sono coerenti.

- Gruppo 2B: il frutto è una bacca;

- Lenbrassia: il portamento è arboreo (con oltre 13 metri di altezza).
- Fieldia: il portamento è piccolo-arbustivo o legnoso-strisciante.

- Gruppo 1B: l'areale di queste piante sono le zone temperate del Sud America (ex tribù Mitrarieae);

- Gruppo 5A: gli stami sono 2;

- Sarmienta.

- Gruppo 5B: gli stami sono 4;

- Asteranthera: il portamento è legnoso-strisciante o tipo viticcio; i fiori sono accompagnati da piccole bratteole; la corolla si presenta con un prominente casco e 3 lobi lunghi anche 2 cm; le antere sono tutte coerenti.
- Mitraria: il portamento è piccolo-arbustivo; i fiori sono provvisti di brattee abbraccianti il calice; la corolla si presenta con piccoli lobi subuguali con dimensioni di 7 x 7 cm; le antere sono libere o coerenti a 2 a 2.